# Tokuma Japan Communications
Tokuma Japan Communications es una compañía discográfica japonesa fundada en 1965 por Daiichi Kosho en la cual es una partidaria de la ya conocida Tokuma Shoten, la discográfica se diversa en varios géneros incluyendo desde rock hasta pop y jazz.

## Algunos artistas de la discográfica
- P-Model
- Ningen Isu
- Alice Nine
- Ali Project
- Perfume
- Ayabie
- Plastic Tree
- EXID